# Compétence photo
Pour les articles homonymes, voir Photo (homonymie).
 (décembre 2023).
Si vous disposez d'ouvrages ou d'articles de référence ou si vous connaissez des sites web de qualité traitant du thème abordé ici, merci de compléter l'article en donnant les références utiles à sa vérifiabilité et en les liant à la section « Notes et références ».
Compétence Photo est un magazine bimestriel français — publié en petit format, uniquement — traitant de la photographie.
Son rédacteur en chef est Gérald Vidamment.

## Contenu
Il a été lancé en mai 2006 par la société KnowWare éditions.
Il est destiné aussi bien aux débutants qu'aux amateurs avertis et aux jeunes professionnels du monde de la photographie. Orienté autour de l'image et de sa pratique, Compétence Photo propose une approche didactique de la photographie : conseils de prise de vue, séances en studio expliquées en détail, tutoriels, grands dossiers sur la retouche photo, bricolage. Il soutient également et met en avant les jeunes talents, sans considération d'âge mais, bien plus, de leur regard.
Compétence Photo ne traite aucun article sur les nouveautés matérielles (boîtiers, objectifs, compacts).
Le magazine est distribué en France, Belgique, Suisse, Canada et dans plusieurs pays nord africains. 
Chaque numéro compte 116 pages, sans publicité.
Également présent sur le Web, Compétence Photo dispose d'un site rassemblant chaque mois plus de 60 000 visiteurs uniques.

## Anciens numéros
Les anciens numéros peuvent être commandés en ligne. 
Par exemple :
- no 32, janvier 2012 : « Le portrait ».
- no 37. novembre/décembre 2013 : « La photo de nuit » (un dossier, p. 26-48)
- no 51, mars/avril 2016 : « La gestion de la netteté & du flou » (un dossier, p. 24-97).